# Myrmotherula ambigua
Myrmotherula ambigua là một loài chim trong họ Thamnophilidae.